# PocketQube
Um PocketQube é um tipo de satélite artificial miniaturizado para pesquisa espacial sendo caracterizado pela forma de um cubo de 5 cm de aresta, e massa de até 180 gramas. Na sua construção, são usados geralmente componentes "de prateleira", ou seja: que existem no mercado e não necessariamente desenvolvidos para um fim específico.

## Histórico
O projeto teve início em 2009, quando a Morehead State University (MSU) e o consórcio de universidades Kentucky Space desenvolveram a especificação PocketQub com a intenção de facilitar a pesquisa científica e a exploração espacial nas universidades a nível mundial. Apesar da maior parte dos desenvolvimentos terem ocorrido no meio acadêmico, algumas empresas se interessaram e investiram nesse padrão de plataforma para satélites. O formato padrão PocketQube tem se popularizado também entre os construtores de satélites voltados aos rádio amadores.

## PocketQube ou PocketQub?
A designação desse padrão foi originalmente definida como PocketQub. Essa marca foi registrada pelo consórcio Kentucky Space em 2010, mas na prática não tem sido mais usada. O padrão é chamado hoje em dia de PocketQube, com o "e" no final.